# Ovan
Ovan ist die Hauptstadt des gabunischen Departements Mvoung innerhalb der Provinz Ogooué-Ivindo. Mit Stand von 2013 wurde die Einwohnerzahl auf 3.382 bemessen. Sie liegt auf einer Höhe von 328 Metern.